# 淀川大橋
淀川大橋（）は、大阪府大阪市福島区海老江と西淀川区姫里を結ぶ淀川に架かる国道2号の橋。阪神間の主要道路の橋であるため交通量は多い。歩行者専用の道路もある。浪速の名橋50選に選定されている。淀川陸閘が左右岸にある。この橋の下（地下）にJR東西線が通っている。

## 概要

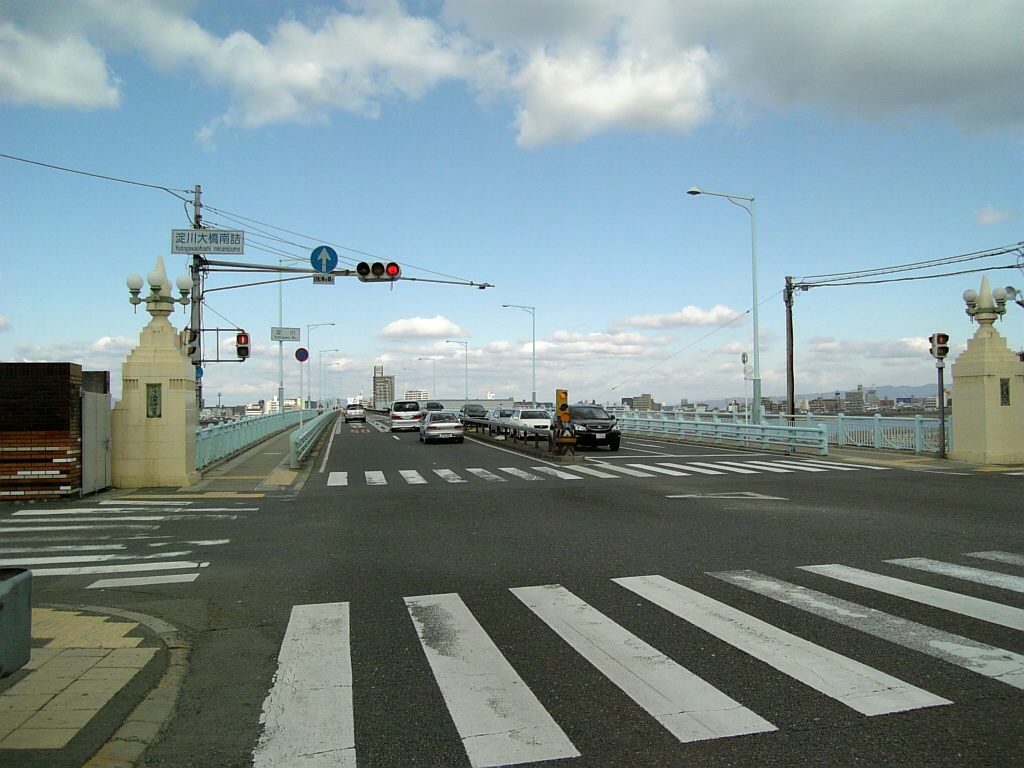
国道2号淀川大橋南詰（福島区側から撮影。左に淀川陸閘が見える）

形式
鋼トラス他
橋長
724.0メートル
幅員
20.1メートル
完成
1926年（大正15年）

## 歴史
新淀川が開削される前は、付近を中津川が流れており、左岸の西成郡海老江村字新家（のちの花川町）と右岸の同郡野里村とを隔てていた。江戸時代から大坂と尼崎とを最短距離で結んだ梅田街道が通っており、「野里の渡し」があった。野里の渡しは、磐之媛命が御綱葉を海へ投げ捨てた「柏の渡し」にあたるとも言われ、現在の西淀川区柏里の町名の由来にもなっている。
1876年（明治9年）に檞野橋（かしわのはし）が架橋された。私設の有料橋だったが、新淀川の開削に伴って廃止となり、1908年（明治41年）に西成大橋が架橋された。西成大橋は幅員が18尺（約5.5メートル）しかなかったため、阪神国道敷設に伴って新橋に架け替えられることになり、1926年（大正15年）に淀川大橋が架橋された。
2017年（平成29年）8月より、老朽化のため鋼床版への取り替えなどの大規模修繕工事を実施しており、2020年（令和2年）7月11日に完了した。これに対し、「淀川大橋の大規模更新」として2022年度（令和4年度）の土木学会田中賞作品部門（既設）を受賞した。

## 周辺情報
- 阪神高速11号池田線（1つ上流の橋）
- 阪神電鉄 本線新淀川橋梁（1つ下流の橋）
- 大阪市立海老江西小学校
- 淀川河川事務所 福島出張所

## 位置情報
- 淀川河口より4.8キロメートル

## アクセス
- 阪神本線姫島駅から徒歩8分
- 阪神本線淀川駅から徒歩11分
- JR神戸線・JR宝塚線（福知山線）・塚本駅から徒歩14分
- JR東西線海老江駅から徒歩16分
- JR東西線御幣島駅から徒歩16分
- 大阪シティバス・阪神バス 野里停留所から5分
- 大阪シティバス・阪神バス 中海老江停留所から8分